# Chaumont-Semoutiers
Pour les articles homonymes, voir Chaumont.
Pour la petite commune de 112 habitants se trouvant à l'extrême est du département, voir Chaumont-la-Ville.
Chaumont-Semoutiers est un lieu-dit de la commune de Semoutiers-Montsaon situé dans le département de la Haute-Marne à proximité de Chaumont (Haute-Marne) Préfecture.
Le lieu-dit comprend :
- un aérodrome qui joua un grand rôle durant les deux guerres mondiales. Cet aérodrome fut une base américaine de l'OTAN, il a hébergé le 403 RA, il héberge le 61e Régiment d'Artillerie depuis le 1er juillet 1999. Ce dernier régiment a repris les traditions et les fonctions de renseignement du régiment d’artillerie de Toul par imagerie avec ses drones.
- une sortie d'autoroute sur l'autoroute A5.